# Hermann Becker-Freyseng
Hermann Becker-Freyseng, né le 18 juillet 1910 à Ludwigshafen et mort le 27 août 1961 à  Heidelberg, est un médecin allemand et consultant en médecine aéronautique pour la Luftwaffe pendant le Troisième Reich. Becker-Freyseng est l'un des condamnés au Procès des médecins.

## Biographie
Il devient physicien à l'Université de Berlin en 1935. En 1936, il devient membre du parti nazi et travaille comme médecin capitaine. Il travaille au camp de Dachau à des essais d'eau de mer distillée.
Au Procès des médecins, il est condamné à 20 ans de prison pour crimes de guerre et crimes contre l'humanité. Toutefois, en 1946, le nom de Becker-Freyseng fait partie d'une liste des vingt personnes rétablie par Harry George Armstrong, il est envoyé aux États-Unis pour travailler au développement de la médecine spatiale américaine.